# Edmond Brun
Edmond Antoine Brun (1898-1979) est un physicien français, spécialiste de la mécanique des fluides, pionnier de l'aérothermique. Il a été membre de l'Académie des sciences dans la section des sciences mécaniques.

## Biographie
Edmond Brun est né le 31 décembre 1898 à Saint-Cannat.
Il est décédé le 4 novembre 1979 à Paris. L'Académie des sciences crée le prix Edmond-Brun en son honneur.

## Publications
- André Martinot Lagarde, Edmond A. Brun et Jean Mathieu, Mécanique des fluides, Bordeaux, Dunod, 1959 (BNF 33092310)
- André Martinot Lagarde, Edmond A. Brun et Jean Mathieu, Mécanique des fluides, vol. 1 : Généralités, statique ; Ecoulements à une dimension, conduites, Bordeaux, Dunod, 1959, 582 p. (BNF 33092311)
- André Martinot Lagarde, Edmond A. Brun et Jean Mathieu, Mécanique des fluides : 2, Exemples pratiques d'écoulements isovolumes, mouvements avec potentiels des vitesses, Paris, Dunod, 1968 (BNF 33092314)
- Michel Combarnous et Edmond Brun (dir.), Convection naturelle et convection mixte en milieu poreux (Thèse de sciences physiques), Université Paris VI, 1970, 113 p. (SUDOC 004669061).
- Edmond A. Brun, Introduction à l'étude de la couche limite, Paris, Gauthier-Villars, 1955